# I touched her legs
I touched her legs er en dokumentarfilm fra 2010 instrueret af Eva Marie Rødbro efter eget manuskript.

## Handling
De er efterkommere af David Bowies 'Young Americans', og er både uovervindelige og skrøbelige som dyr fanget i forlygterne fra en lastbil. Eva Marie Rødbros impressionistiske montage af snapshots fra forstadslivet er et både dybt poetisk og antropologisk studie af teenage-årenes (selv)destruktive overgangsritualer fra barn til voksen.